# Festival Omladina 1963.
Festival Omladina, glazbeni festival održan u Subotici 1963. godine.
Popis pjesama, autora glazbe, autora teksta i izvođača :
1. Nova ljubav (   ) - Vladislav Kanić - Biljana Pilić
2. Opet sam sdam (  ) - Margita Pastor - Stevan Zarić
3. Proleće ljubavi (  ) - Duo Arpaš - Duo Stevanov
4. Čežnja (    ) - Balaž Aranjoš - Teri Kovač
5. Kivanczi Napsugar)(Radoznali sunčev zrak)(   ) - Margita Kovač - Margita Pastor
6. Dođi (    ) - Slavko Lalić - Mirjana Stilinović
7. Kandidat (     ) - Duo M - Duo Radojević
8. Zapisano u vetrovima (   ) - Ratko Bošković - Nevenka Ivošević
9. Osvajač (    9 - Nada Radojević - Duo Stevanov
10. Jesen (   ) - Teri Kovač - Svetozar Litavski
11. Medison, medison (    ) - Margita Kovač - Katarina Dorožmai
12. Kao varka (   ) - Stevan Zarić - Ratko Bošković
13. Nakon studija (   ) - Biljana Pilić - Vera Radojević
14. Vrbe ( Z. Runjić ) - Ernest Zvekan - Svetozar Litavski
15. Bez oproštaja (  ) - Zoran Rambosek - Vuk Stambolović
16. Oči boje lešnika (    ) - Stevan Zarić - Mirjana Stilinović

## Vanjske poveznice
- (srp.) Festival Omladina  Arhivirana inačica izvorne stranice od 29. prosinca 2018. (Wayback Machine)
- (srp.) Facebook
- (srp.) Subotica.com